# 做十六歲
做十六歲（臺語偏漳腔：tsò-tsa̍p-la̍k-huè；偏泉腔：tsuè-tsa̍p-la̍k-hè/tserè-tsa̍p-la̍k-hèr），為福州人和閩南人以虛歲十六歲為成年的成年禮習俗。民眾會在小孩十六歲生日時，擺設神案，炊煮油飯、麻油雞酒、圓仔湯等，祭祀七娘媽、臨水夫人、床母等神，感激神佑孩子平安健康，成為大人，但只是民宅簡單舉辦，少見由廟方統一盛大辦理。因十六歲成人禮是閩臺共有風俗，本條目以閩南裔臺灣人的十六歲成人禮風俗為主。
臺南此習俗盛行，起源清治時期於五條港工作的苦力，在十六歲成年前僅能領半薪，故在十六歲當年的七夕時分，敬謝兒童守護神七娘媽而衍生的民間傳統文化，故以主祀七娘媽的開隆宮最為鼎盛，臺南市政府近年推動成為重要觀光節慶之一。

## 起源
做十六歲的起源有多種說法，大致上是襲用泉州舊俗，並與七夕習俗結合，由於做十六歲習俗在臺南經過長期演變，已與其他地區成年禮有顯著不同，成為特色文化。
據傳，五條港苦力工人以十六歲為成人，滿十六歲即為成人，領全薪；未滿十六歲則為童工，薪資差距極大。

### 發源
16歲舉行成年禮，據考據在1754年（清乾隆十九年）《福州府志》即載：「近世於冠禮鮮能行者，郡中惟一二禮法之家偶一舉行。民間則男女年十六延巫設醮，告成人於神，謂之做出幼，是失禮愈遠也。」由此可知，行於祖廟、男冠女笄的古禮，在當時早已式微多時。
另一方面，道教味濃厚的成年式大為風行，在閩浙方誌中屢見做出幼、出童子等風俗，學界認為做十六歲可能與之有同源關係。

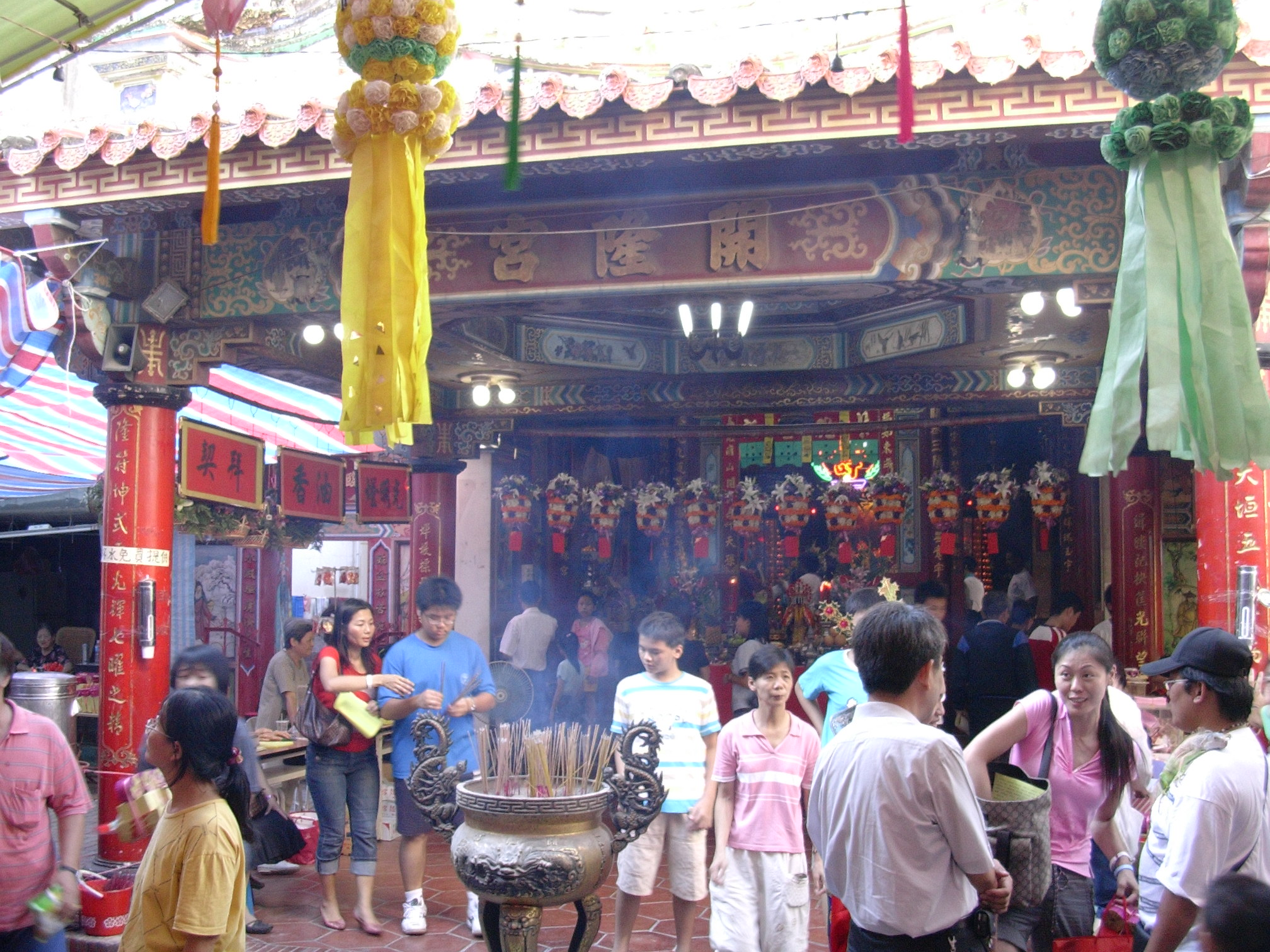
七夕當日的開隆宮

### 泉州
臺南部分廟宇自認做十六歲襲承泉州習俗成丁，民间稱做做十六岁，晉江、惠安、南安、安溪一帶皆有，但是在該小孩的生日，而非七夕舉行。其餘習俗如祭祀七娘、拜床母、搓圓仔湯、炊油飯、燒紙橋等類似，也設有出鳥母宮等儀式。

### 五條港
七夕即為兒童守護神七星娘娘誕辰，臺南很早就有祭拜的記載。清康熙年間巡台御史燕京人黃叔璥曾在《臺海使槎錄》赤崁筆談中提及：「家供織女，稱為七星娘。紙糊綵亭，晚備花粉、香果、酒醴、三牲、鴨蛋七收、飯七碗，命道士祭獻畢，則將端午男女所結絲縷剪斷，同花粉擲於屋上。」今日彰化縣鹿港鎮仍有七夕拜七娘媽的風俗，但在臺南尚有出鳥母宮等儀式，為最大相歧處。
相傳雍正、乾隆、嘉慶年間，五條港（今中西區一帶）貿易興盛。因當時河港苦力需成年（16歲）方可領全薪，故發展出在16歲成年的七夕，祭拜七星娘娘以感謝16年來順利成長的習俗。
五條港沒落後，做十六歲的儀式反而逐漸繁複，一度成為有錢人家才有能力舉辦的習俗。連橫《台灣通史》：「富厚之家，子女年達十六歲者，糊一紙亭，祀織女，刑牲設醴，以祝成人，親友賀之。入夜，婦女陳花果於庭，祀雙星，猶古之乞巧也。」臺灣通史同卷冠婚篇更稱「成人之禮，男冠女笄，臺灣多以婚時行之。唯富厚之家，子女年達十六歲者，七夕之日，祀神祭祖，父師字之，戚友賀之，以紙製一亭，祀織女，以介景福。」這裡可以看到連橫明白表示「唯」富厚之家做十六歲。連橫即為府城人，其家距離五條港甚近，若此俗起源於五條港之工人，很有可能順帶一提風俗之起源。
直至近年經濟水準提高，做十六歲已經普及且不分男女貴賤。市政府甚至會在少年16歲時，寄函邀請參與活動。

## 程序
做十六歲早期並未有固定儀式，而是隨著家中貧富或行業有所不同。甚至在家中舉行，或是不做的家庭亦不在少數。直至1991年開隆宮才提出一套祭祀程序如下：

### 祭拜七娘媽
祭拜七娘媽（求子平安）需準備的供品：竹篾紙糊的「七娘媽亭」、油飯、麻油雞、糖粿（湯圓中央指壓成凹狀，代表用來「裝織女的眼淚」）、胭脂水粉、千日紅（為祈求多子多孫）、雞冠花、茉莉花、樹蘭。

### 出鳥母宮
父母手持七娘媽亭立於神案前，由將滿16歲的未成年子女匍匐穿過供桌及七娘媽亭，男孩起身後須往左繞三次，女孩則往右繞三次。又由於臺語中，白讀的「宮」與「間」同音，故也作出鳥母間，另有出婆姐間之名。

## 傳播
做十六歲原先僅是臺南城外五條港一帶的習俗，城內不流行此俗。現在十六歲則以城內的開隆宮為主，並接受市府輔導。而臨水夫人廟則是由民間主動發起，直到文化局積極推動後，才改由廟方主辦。
隨著近年政府部份的提倡，其他地區也開始仿效類似做法，並稍稍淡化宗教色彩。1999年，安平天后宮始辦做十六歲，形成府城三廟同時舉辦做十六歲局面，並在同年由文化局開始主辦做十六歲及七夕節。及2002年時，除上述三廟，尚還有五條港發展促進會。而在臺南市縣合併之後，原屬臺南縣境的寺廟也開始舉行類似活動。例2011年下營區上帝廟開始舉辦做十六歲，改以百年歷史的玄天上帝、觀音媽兩座神轎，供學生鑽轎腳。2012年，東山碧軒寺有150年歷史的「迎佛祖」活動也增加做十六歲活動。
除此之外，五條港當地的基督教也加入類似活動。例如看西街基督長老教會也有舉辦。

## 外部連結
- 做十六歲 - 台灣大百科全書 （页面存档备份，存于）
- 台南七夕嘉年華 （页面存档备份，存于）
- 雙餘館：七夕一做十六歲
- 七娘媽生，做十六歲——文化部文化資產局（页面存档备份，存于）
- 登入十六 線上展覽（開放博物館·參與平台）